# Ilse Geisler
Ilse Geisler   (Kunowice, 10 de gener de 1941), posteriorment coneguda amb el nom de casada Ilse Vorsprach, és una conductora de luge alemanya, ja retirada, que va competir sota bandera de la República Democràtica Alemanya durant les dècades de 1950 i 1960.
El 1964 va prendre part en els Jocs Olímpics d'Hivern d'Innsbruck, on guanyà la medalla de plata en la prova individual del programa de luge. En el seu palmarès també destaquen dues medalles de plata i una de bronze al Campionat del món de luge.